# Lina Ron
Lina Ninette Ron Pereira, conhecida como Lina Ron (23 de setembro de 1959 - Caracas, 5 de março de 2011) foi uma política venezuelana que foi umas das fundadoras do Unidad Popular Venezolana.